# Боб Арум
Роберт «Боб» Арум (англ. Robert «Bob» Arum; нар. 8 грудня 1931, Нью-Йорк, США) — американський юрист, підприємець та боксерський промоутер. Засновник та керівник компанії Top Rank, яка займається боксерським промоушеном та базується у Лас Вегасі.